# Kenneth Zohore
Albin Kenneth Dahrup Zohore (Kopenhagen, 31 januari 1994) is een Deens voetballer die als aanvaller speelt. 

## Loopbaan
Zohore speelde in de jeugd bij Skjold en KB voordat hij bij FC Kopenhagen kwam. Daar debuteerde hij op 7 maart 2010 in de wedstrijd tegen Odense BK. In januari 2012 werd hij gecontracteerd door Fiorentina. In het seizoen 2013/14 speelde hij op huurbasis voor Brøndby IF en in 2014 voor IFK Göteborg. Vanaf februari 2015 staat Zohore onder contract bij Odense BK. Begin 2016 werd hij aangetrokken door KV Kortrijk dat hem direct huurbasis naar Cardiff City FC liet gaan. Hij verruilde KV Kortrijk in juli 2016 definitief voor Cardiff City. In 2019 ging hij naar West Bromwich Albion. In oktober 2020 werd Zohore verhuurd aan Milwall.
Zohore speelde in verschillende Deense nationale jeugdselecties.

## Erelijst
FC Kopenhagen
- Deens landskampioen

2009/10, 2010/11